# Xanthophenax productus
Xanthophenax productus är en stekelart som först beskrevs av Tosquinet 1896.  Xanthophenax productus ingår i släktet Xanthophenax och familjen brokparasitsteklar. Inga underarter finns listade i Catalogue of Life.